# برج أينشتاين

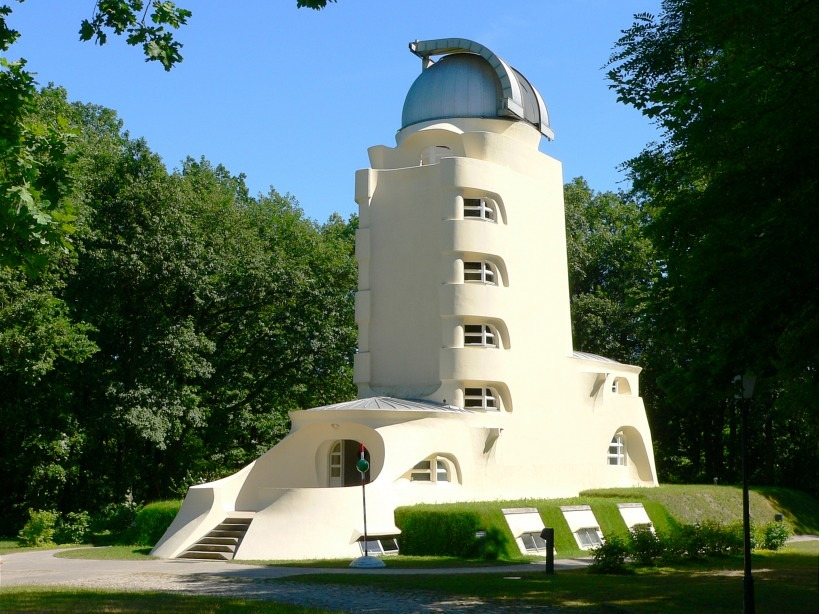
برج أنيشتاين

برج أنيشتاين من أشهر أعمال المعماري الألماني إريك مندلسون، والذي هو عبارة عن مرصد فلكي أقيم ما بين سنتي 1920 - 1921، تكريمًا للفيزيائي ألبرت أنيشتاين في بوتسدام في ألمانيا.
المبنى يوضح أفكار مندلسون في التصميم البلاستيكي: بدون زوايا أي خطوط منحنية، حيث كانت الخرسانة هي المادة المطواعة لتنفيذ هذا المبنى، ولكن بسبب الحرب تم تنفيذ بعض الأجزاء بواسطة الطوب وتم عمل طلاء نهائي للبرج. و يعد هذا المبنى من المباني المتألقة المعبرة عن عمارة القرن العشرين.

## التصميم
يجمع تصميم مندلسون هذا بين الشقين، العضوي والهندس التجريدي في توجهات التعبيريين، فهو يحاكي اثنين من أهم المباني في معرض كولون، مسرح رابطة العمل الذي صممه فانديفلده، والفسطاط الزجاجي الذي صممه برونو تاوت بصفته جناح الصناعات الزجاجية الألمانية وذلك سنة 1914.
ويقدم فسطاط تاوت وبرح انيشتاين تمثيلا لموضوعيين رئيسيين من الموضوعات التي شغف بها التعبيريون بشكل عام هما موضوعا البرج والكهف، اللذان شكلا المعالم المكانية الرئيسية لرواية الفيلسوف نيتشة.

## القبة
تغطي البرج قبة صغيرة تسمح للراصد الفلكي بالنظر من خلالها بواسطة مرقابه إلى قبة السماء، وتسمح بانتقال الضوء إلى مستوى تحت الأرض داخل المبنى، يمكن فيه رصد حركة الأفلاك. يتميز المبنى من الخارج بخطوطه الانسيابية، والديناميكية الفائقة للشكل الخارجي للبرج وقاعدته التي تحتوي المدخل الذي يرتفع بضع درجات عن الأرض و يظن البعض أنه 
.

## لغة التشكيل
الخطوط والمستويات المنحنية وعدم استخدام الزوايا القائمة، الرمزية في التشكيل، التكوينات المعمارية الحرة (غير المنتهية )، النحتية المعبرة والمؤثرة في النفس، مادة الخرسانة هي المادة الطيعة لتنفيذ فكر التعبيريين.